# بیلی بتس
بیلی بتس (به انگلیسی: Billy Betts) یا ویلیام بتس  زادهٔ ۱۸۶۴ بازیکن فوتبال اهل انگلستان بود که سابقهٔ بازی در تیم ملی فوتبال انگلستان را در کارنامهٔ خود دارد. وی در تاریخ ۲۳ فوریه ۱۸۸۹ تنها بازی ملی خود را در مقابل تیم ملی فوتبال ولز انجام داد.